# 今野紀花
今野 紀花（こんの のりか、2000年5月1日 - ）は、日本の女子バスケットボール選手である。Wリーグのデンソーアイリス所属。ポジションはシューティングガード。

## 人物
宮城県仙台市出身。
七北田小学校時代にミニバス全国大会出場。
七北田中学校で全中への出場校指導外部コーチに指導を受ける。
ワンハンドシュートや持ち味のステップワーク、リバウンドの面白さを学ぶ。県大会出場。ジュニアオールスター3位。BEST5受賞。一気に全国区となる。
聖和学園進学。全国大会出場。
卒業後の2019年に渡米しルイビル大学に進学。
2022年、3年生としてNCAAトーナメントに出場。準決勝出場も決勝進出は逃した。
2021年4月、東京オリンピック日本代表候補に選出される。
2022年5月、FIBA女子ワールドカップ日本代表候補に選出される。
同年7月、FIBA3x3ワールドカップに出場する3x3女子日本代表に選出される。
2023年、デンソーアイリス加入。

## 経歴
- 七北田中学校⁻聖和学園高 - ルイビル大

## 日本代表歴
- 2018 U18アジアカップ
- 2019 U19ワールドカップ
- 2022 3x3ワールドカップ
- 2025 女子アジアカップ